# Metallzeit
Mit dem Begriff Metallzeit werden die vorgeschichtlichen Epochen der Kupferzeit, Bronzezeit und Eisenzeit zusammengefasst. Dies gilt in Europa für die kontinentale und die südskandinavische Archäologie.

## Sonderfall Nordskandinavien
In der nordskandinavischen Archäologie hat der Begriff Metallzeit eine spezialisierte Bedeutung, die zunächst von finnischen Archäologen für die Datierung der Funde in Nordfinnland eingeführt und später von den übrigen skandinavischen Archäologen übernommen wurde. Der Grund war, dass die klassische Einteilung in Kupferzeit, Bronzezeit und Eisenzeit in Nordskandinavien untauglich war. Denn in den Fundstätten (Gräber, Opferplätze) wurden viele Legierungen und auch Eisen nebeneinander festgestellt. Außerdem spielte die Keramik bei der Epochenbildung eine bestimmende Rolle, die sich mit den klassischen Epochen nicht zur Deckung bringen lässt. In der nordskandinavischen Archäologie werden folgende Epochen unterschieden:
- Ältere Metallzeit (1800 v. Chr. bis zur Zeitenwende)
- Frühe Eisenzeit (von der Zeitenwende bis 570)
- Späte Eisenzeit (570 bis 1050)

Die Späte Eisenzeit umfasst also die Wikingerzeit im südlichen Skandinavien; daran schließt sich das Mittelalter an.

## Belege
1. ↑  Brockhaus Enzyklopädie, 19. Aufl. 1991, Bd. 14, S. 518; The New Encyclopedia Britannica, 15. Auf., 1993, Bd., S. 596.